# ビー・ビー・ケーブル
ビー・ビー・ケーブル株式会社（略称：BBケーブル、英名：BB Cable Corporation）は、ソフトバンクグループが経営するブロードバンド・インフラ事業会社、有線役務利用放送を行っていた電気通信役務利用放送事業者である。IPマルチキャスト放送テレビサービスBBTVを運営していた。

## 概要
BBTVはYahoo! BB、およびSoftBankブロードバンドサービス（Nexyz.BB、エンジョイ BB）の回線サービスを利用していれば申し込み・視聴が可能である。ただし、自宅の回線環境（速度等）によっては、サービスの提供を受けることができない場合がある。また、回線サービスの中にはBBTVの申し込みが不可となっているサービスもある（リーチDSLなど）。
BBTVでは、CS放送やCATVなどで視聴できる専門チャンネルのうち、サービス提供主体たるBBケーブルが選定した45のチャンネル（無料3ch、有料37ch、アラカルト5ch）が視聴できる。なおIPマルチキャストのため、権利の都合上、地上波・BS衛星放送などは再送信されていなかった。
2013年3月31日24時をもってBBTVのサービスはすべて終了となり、これに付随したチューナー（セットトップボックス）のリース貸し出しも終了された。これより前に、電子レンタルビデオ（ビデオ・オン・デマンド:VOD）および電子レンタルビデオ見放題パックは、2009年8月31日をもってサービス提供を終了している。
それ以後は、ソフトバンク光、ヤフーBB光の会員は「ひかりTV」（NTTぷらら）か「ソフトバンク光テレビ」のサービスを介して、スカパー!、またはスカパー!プレミアムサービス光（スカパーJSAT）のいずれかを利用する。

## 所在地
- 東京都港区東新橋一丁目9番1号

## 沿革
- 2001年12月14日 - 創立。
- 2013年3月31日 - サービス終了。

## 所持免許
- 有線役務利用放送事業者第1号

## 事業内容
1. 電気通信設備を利用した放送事業及びそれに関わる放送番組（映像、音声、データ）の企画、制作、仕入れ、複製、販売業務等
2. 電気通信設備を利用した通信によるコンテンツ（テキスト、音声、静止画、動画）の企画、製作、仕入れ、複製、販売並びに配信事業

## チャンネルサービス（放送）
BBTVでは、CS放送やCATVなどで視聴できる専門チャンネルのうち、BBケーブル株式会社が選定した45のチャンネル（無料3ch、ベーシック37ch、アラカルト5ch）を視聴できる。45チャンネルのうち37チャンネルは「ベーシックチャンネルパック」という名称でパッケージ化されており、2,390円（税込）の月額利用料金で視聴できた。
なお、著作権処理等、番組供給者の都合により一部の番組は視聴できない（これらの番組の放送時間には、他の番組への差し替え、放送休止などの措置がとられている）。

## 電子レンタルビデオサービス（ビデオ・オン・デマンド）

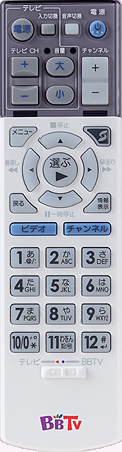
ヤフーBB STB用リモコン

BBTVではIPマルチキャストによる専門チャンネルの放送サービス以外に、一般的にはビデオ・オン・デマンド（VOD）と呼ばれている映像コンテンツ配信サービスを「電子レンタルビデオ」というサービス名称で提供していた。
IPマルチキャストによる放送サービスが複数の対象に対して同時にパケットデータを送信しているのに対し、「電子レンタルビデオ」はユニキャストと呼ばれる単一の送信相手を指定して、データを送信する方式でサービスを提供するものであった。
作品ラインナップは映画・アニメが中心である。Rシネマや日活ロマンポルノもジャンルとしては映画（洋画・邦画）に分類されている。ドラマ作品については、権利の都合から、国内のTVドラマ（地上波で放送されるもの）のラインナップが少なかった。韓国・台湾などアジア系のTVドラマは充実しているが、海外（主にアメリカ）ドラマのラインナップも薄い。チャンネルサービスでは海外ドラマ系チャンネルが充実していた。
そのほか、スポーツ・娯楽/教養・アイドル・バラエティといったジャンルもラインナップされていた。
その他、成人向け（アダルト）ビデオもラインナップされており、800本以上の作品が配信されていた。なお、成人向け（アダルト）ビデオを視聴するには、BBTVサービスの申込時もしくは視聴開始後に「視聴年齢制限解除」の手続を行う必要があった。この手続には利用者の年齢証明書（運転免許証・パスポート・健康保険証・住民票のいずれか）の提示・複写の提出が必要であった。
BBTVは2009年8月31日をもって有料（商用）の「電子レンタルビデオ」サービスを終了し、多チャンネル放送を軸としたサービスに変更されている。

## 料金

### 視聴機器（セットトップボックス）レンタル料
BBTVの利用にはセットトップボックス（STB）と呼ばれる専用視聴機器が必須となる。STBはサービス契約時に、STBのレンタル事業を行うソフトバンクBBとレンタル契約を締結することで貸与される。
セットトップボックスレンタル料の通常月額は1,260円（税込）。2009年12月1日から申込受付が開始された「BBTV年割プラン」という料金プランで加入すると、継続割引が適用され、セット・トップ・ボックスレンタル料が毎月760円値引きの月額500円（税込）となる。
「BBTV年割プラン」でBBTVに加入する際の注意として、以下の点が挙げられる。
- 契約期間は1年（12ヵ月）単位。
- 「BBTV年割プラン」を外したい場合、契約満了月までに解約申告しないと契約は自動延長（1年間）される。
- 契約満了月（契約成立日の属する月から起算して12ヵ月目）以外で解約すると、解除料5,000円が発生する。

### チャンネルパック利用料金
BBTVの申し込みの際は「チャンネルパック」の契約が条件となる。「チャンネルパック」は有料チャンネル37ch、番組情報誌「BBTVマガジン Paper View」をパッケージングした「ベーシックチャンネルパック」月額2,390円（税込）と、有料チャンネル19chを視聴できる「おてがるチャンネルパック」月額1,480円（税込）の2種類があった。
なお、どちらのパックでも無料チャンネルである「QVC」「ショップチャンネル」「ジャパネットスタジオ242」の3ch（全てTVショッピング系のチャンネル）もあわせて視聴できる。

### アラカルトチャンネル利用料金
「チャンネルパック」の利用を前提として、自身の選択で1chずつ契約ができる「アラカルトチャンネル」の料金は以下の通り（CS放送のプレミアムチャンネルに相当するサービス）。
- 「釣りビジョン」（釣り専門チャンネル）- 月額945円（税込）
- 「FIGHTING TV サムライ」（プロレス・格闘技専門チャンネル） - 月額1,890円（税込）
- 「J sports Plus」（スポーツ専門チャンネル） - 月額1,365円（税込）
- 「Mnet」（韓国エンターテインメント専門チャンネル）-  月額1,575円（税込）
- 「パチンコ★パチスロTV!」（パチンコ・パチスロ専門チャンネル）- 月額1,050円（税込）

### 電子レンタルビデオ
前述のとおり、BBTVでは2009年8月31日まで、専門チャンネルの視聴以外に「電子レンタルビデオ」（VOD）サービスが利用できた。
電子レンタルビデオサービス提供当時の単品の価格は作品毎に異なっていた。目安として、洋画新作が360円（税込）、洋画旧作が290円（税込）でレンタル可能であった。アニメ作品等は1話105円（税込）からで、複数話/全話のセットもラインナップされていた。
レンタルしたビデオの視聴可能時間は、24時間・48時間～最大で30日間と、作品・ジャンルや単品/セットといった種別によって様々であるが、利用者の好みで視聴可能時間=レンタル期間を選ぶことはできなかった。
「電子レンタルビデオ」には、見放題パックがメニューとして存在した。単品/セットのビデオが従量課金（利用者がレンタルする都度、課金される）であるのに対し、見放題パックは月額課金であった。見放題パックのサービスメニューおよびその詳細は以下の通り。
- 「シネマセレクト」（BBケーブルが指定するビデオが、毎月10本以上見放題となるパック）:月額525円（税込）
  - このサービスは2009年8月までは「ベーシックチャンネルパック」に内包されていた。
- 「東映アニメBB見放題パック」（BBケーブルが指定する東映アニメ作品のビデオ8作品が毎月見放題であったパック）:月額998円(税込)
- 「セントラルスポーツ フィットネスチャンネル」（エクササイズビデオ80本以上が見放題であったパック）:月額525円(税込)
  - “チャンネル”という名称がついていたが、電子レンタルビデオの見放題パック。

### その他サービス
番組情報誌である「BBTVマガジン Paper View」（毎月自宅に送付される）の購読サービスを単体で申し込みすることが可能であるが、このサービスは「ベーシックチャンネルパック」に内包されている。単体での料金は月額315円（税込）。

### 料金の支払方法について
BBTVの利用料金は、Yahoo! BBおよびSoftBankブロードバンドの月額利用料金と一緒に請求されるため、一括して支払うことができる。

## セットトップボックス
前述のとおり、BBTVの視聴にはSTBが必要であった。STBとYahoo! BB/SoftBankブロードバンドサービスのモデムをLANケーブルで繋ぎ、更にSTBとテレビを映像・音声接続コードで接続することで視聴が可能となる。
レンタルされる視聴機器一式の中には、S映像コードが付属しており、テレビにS映像接続端子があるときは、これで接続するとより良い画質で視聴が可能となる。
なお、BBTVは機器類を接続しただけでは視聴を開始することはできず、STBに同梱されているICカードを差し込み、リモコン操作にて認証用のID・パスワードをテレビ画面上に入力する「ご利用登録」という作業が必要である。なお、BBTVのSTBにはEPG機能はあるが、視聴予約機能や録画機能は無い。